# Episodi di King Star King
Elenco degli episodi della serie televisiva animata King Star King.
Un episodio pilota è stato trasmesso negli Stati Uniti, da Adult Swim, il 3 novembre 2013. La prima stagione, composta da 6 episodi, è stata pubblicata da Adult Swim Video dal 15 giugno al 3 agosto 2014. Un episodio speciale intitolato King Star King!/!/!/ è stato trasmesso da Adult Swim il 13 febbraio 2022.
| nº               | Codice di produzione | Titolo originale               | Prima TV USA     |
| Episodio pilota  | Episodio pilota      | Episodio pilota                | Episodio pilota  |
| ---------------- | -------------------- | ------------------------------ | ---------------- |
| 1                | N/A                  | KSK!!!                         | 3 novembre 2013  |
| Prima stagione   |                      |                                |                  |
| 1                | 101                  | The Sting of Alfonzo Molestro  | 15 giugno 2014   |
| 2                | 102                  | Chunkles and Smear             | 29 giugno 2014   |
| 3                | 103                  | Fat Frank's Fantasy Lounge     | 13 luglio 2014   |
| 4                | 104                  | The Saga of Mike Balls         | 20 luglio 2014   |
| 5                | 105                  | Springtime in the Gigantiverse | 27 luglio 2014   |
| 6                | 106                  | Kwa Kwa City                   | 3 agosto 2014    |
| Episodi speciali |                      |                                |                  |
| 1                | N/A                  | King Star King!/!/!/           | 13 febbraio 2022 |

## KSK!!!
- Titolo originale: KSK!!!
- Diretto da: J.J. Villard
- Scritto da: Tommy Blacha e Eric Kaplan

### Trama
Mentre tenta di dichiarare il suo amore per la Principessa Biancaneve, King Star King viene espulso dal reame di Dio per servire come friggitore in un locale che serve waffle.

## The Sting of Alfonzo Molestro
- Titolo originale: The Sting of Alfonzo Molestro
- Diretto da: J.J. Villard
- Scritto da: Tommy Blacha

### Trama
Quando la principessa Biancaneve viene decapitata dal malvagio Alfonzo Molestro, King Star King e i suoi amici devono combatterlo per togliere il suo corpo prima che marcisca.

## Chunkles and Smear
- Titolo originale: Chunkles and Smear
- Diretto da: J.J. Villard
- Scritto da: Tommy Blacha

### Trama
Hank Waffles, Gurbles e Pooza sono costretti a fare da babysitter a Chunkles e Smear al Waffle Zone. Nel frattempo, King Star King e Baronessa Sludgeclot vanno ad un appuntamento.

## Fat Frank's Fantasy Lounge
- Titolo originale: Fat Frank's Fantasy Lounge
- Diretto da: J.J. Villard
- Scritto da: James Merrill

### Trama
King Star King e i suoi amici finiscono nei guai al Fantasy Lounge di Fat Frank.

## The Saga of Mike Balls
- Titolo originale: The Saga of Mike Balls
- Diretto da: J.J. Villard
- Scritto da: Tommy Blacha

### Trama
King Star King allena un alieno codardo di nome Mike Balls per aiutarlo sconfiggere il suo nemico, Tim Tumor.

## Springtime in the Gigantiverse
- Titolo originale: Springtime in the Gigantiverse
- Diretto da: J.J. Villard
- Scritto da: Tommy Blacha

### Trama
Durante le vacanze di primavera, King Star King cerca di migliorare il suo carattere mentre Hank Waffles si innamora di Burger Bitch.

## Kwa Kwa City
- Titolo originale: Kwa Kwa City
- Diretto da: J.J. Villard
- Scritto da: Tommy Blacha

### Trama
Per salvare il mondo, King Star King e i suoi amici devono fuggire da una strana città aliena situata all'interno della testa di un piccolo ladro in cui sono stati risucchiati.

## King Star King!/!/!/
- Titolo originale: King Star King!/!/!/
- Diretto da: J.J. Villard
- Scritto da: J.J. Villard, Justin Roiland, James Merrill e Johnny Ryan

### Trama
Anni dopo gli eventi della serie, King Star King è diventato uno sciattone grasso, calvo e di mezza età con una famiglia, un mutuo da pagare e un lavoro in Amazon. Si ritrova a dover collaborare con i suoi vecchi amici Hank Waffles, Pooza e Gerbils in un'avventura attraverso varie dimensioni per salvare la sua famiglia.